# Hadogenes paucidens
Espèce
Hadogenes paucidens est une espèce de scorpions de la famille des Hormuridae.

## Distribution
Cette espèce est endémique du Congo-Kinshasa.
Sa présence en Tanzanie est incertaine.

## Habitat
Ce scorpion  doit sa forme particulièrement plate au fait, qu'il vit dans les milieux rochers, sans être lithophile, dans toutes anfractuosités, fissures, sous les roches.
Vivant dans des régions arides ce scorpion se contente d'une faible hygrométrie de 30 à 50 %. Il subit de grand changement de température, 30 °C ou 35 °C le jour et la température descendant dans les 10 °C la nuit.

## Description
Le mâle holotype mesure 119 mm.

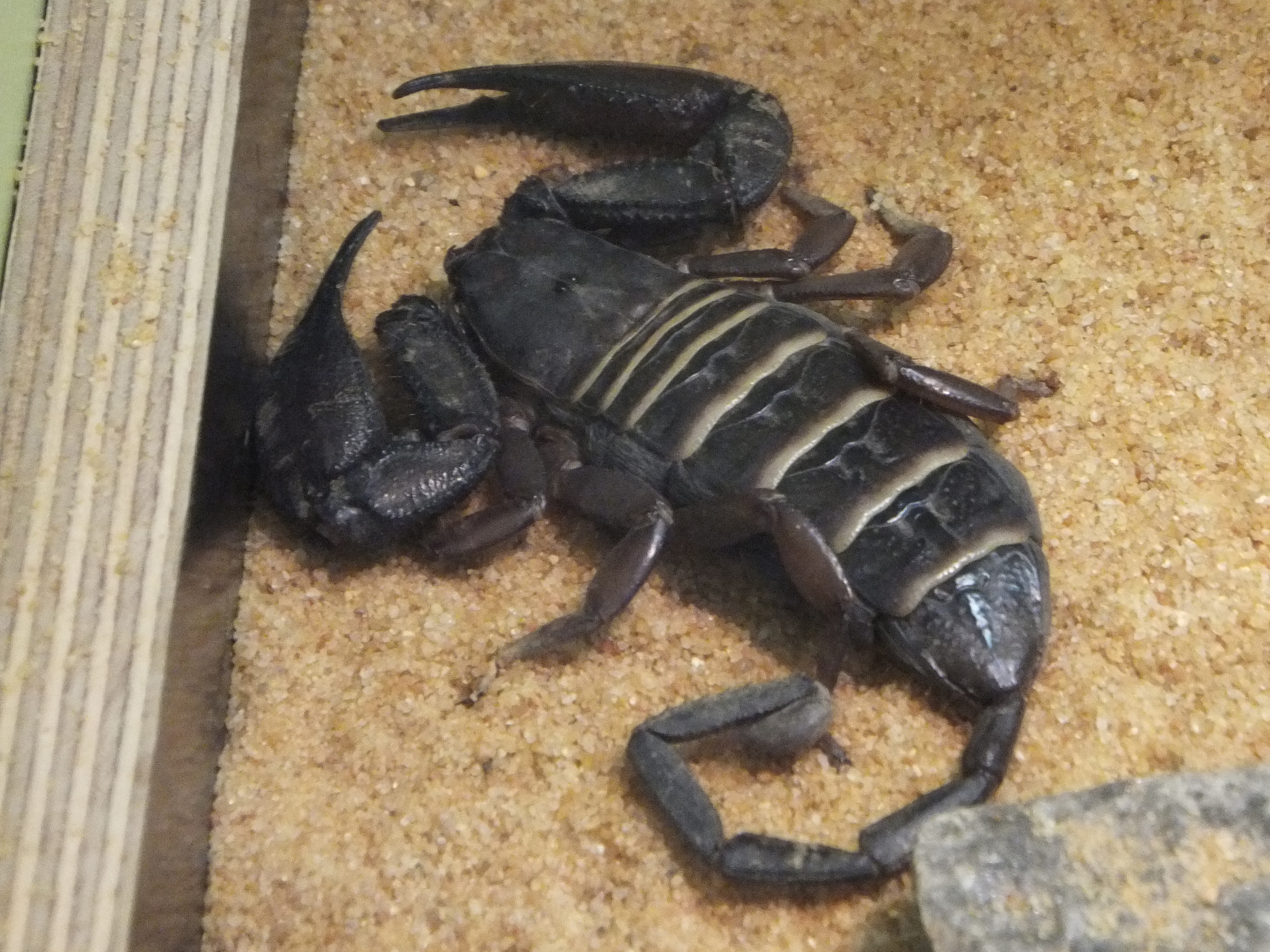
Hadogenes paucidens

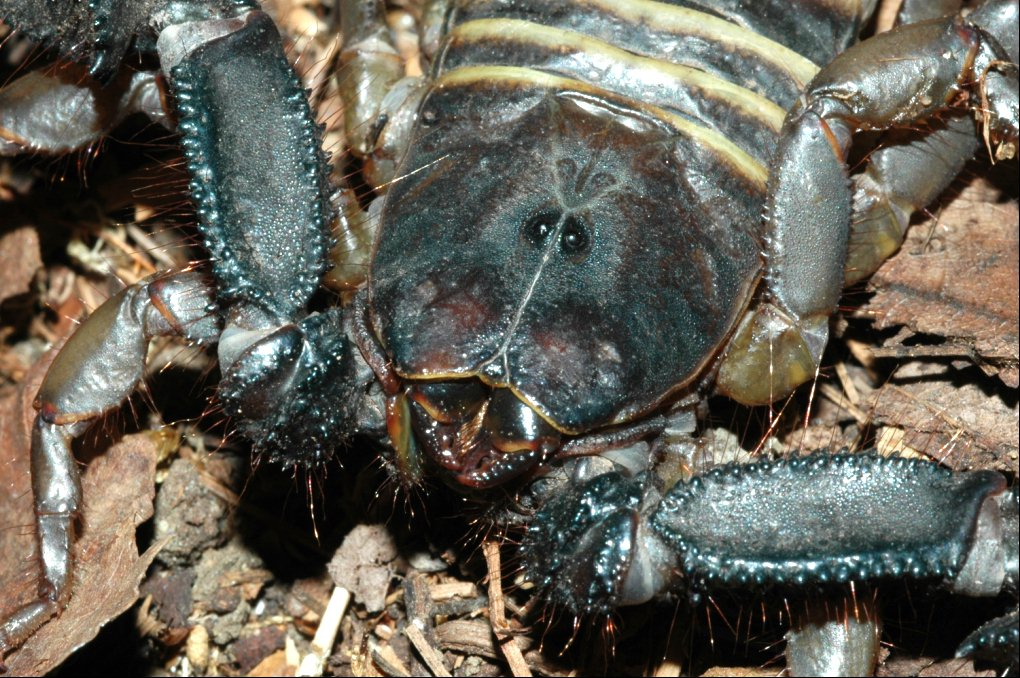
détails du céphalothorax

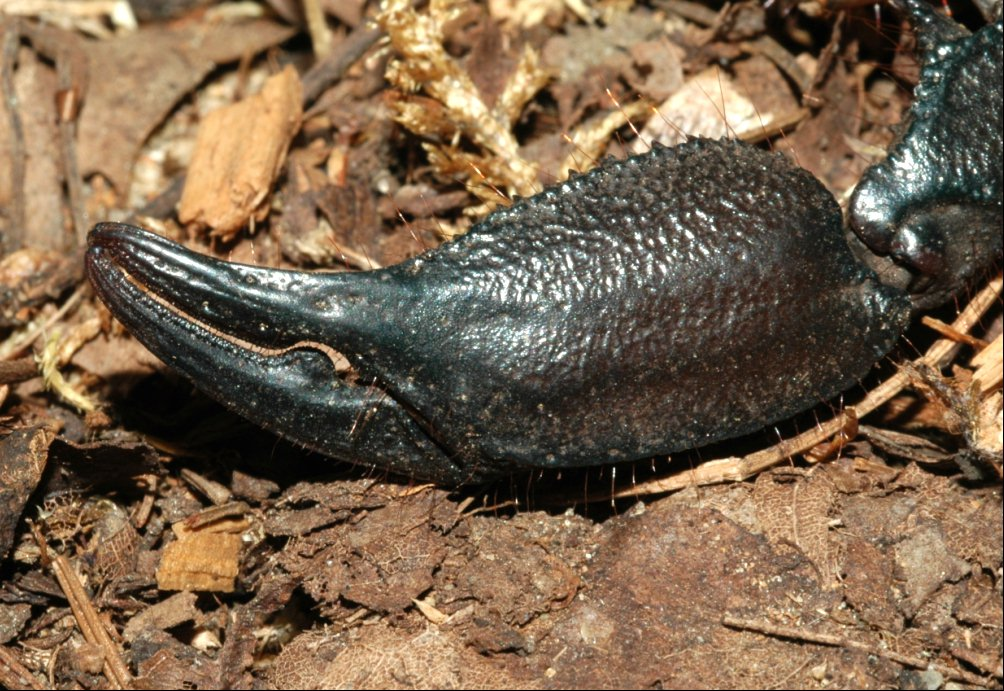
détails de la pince

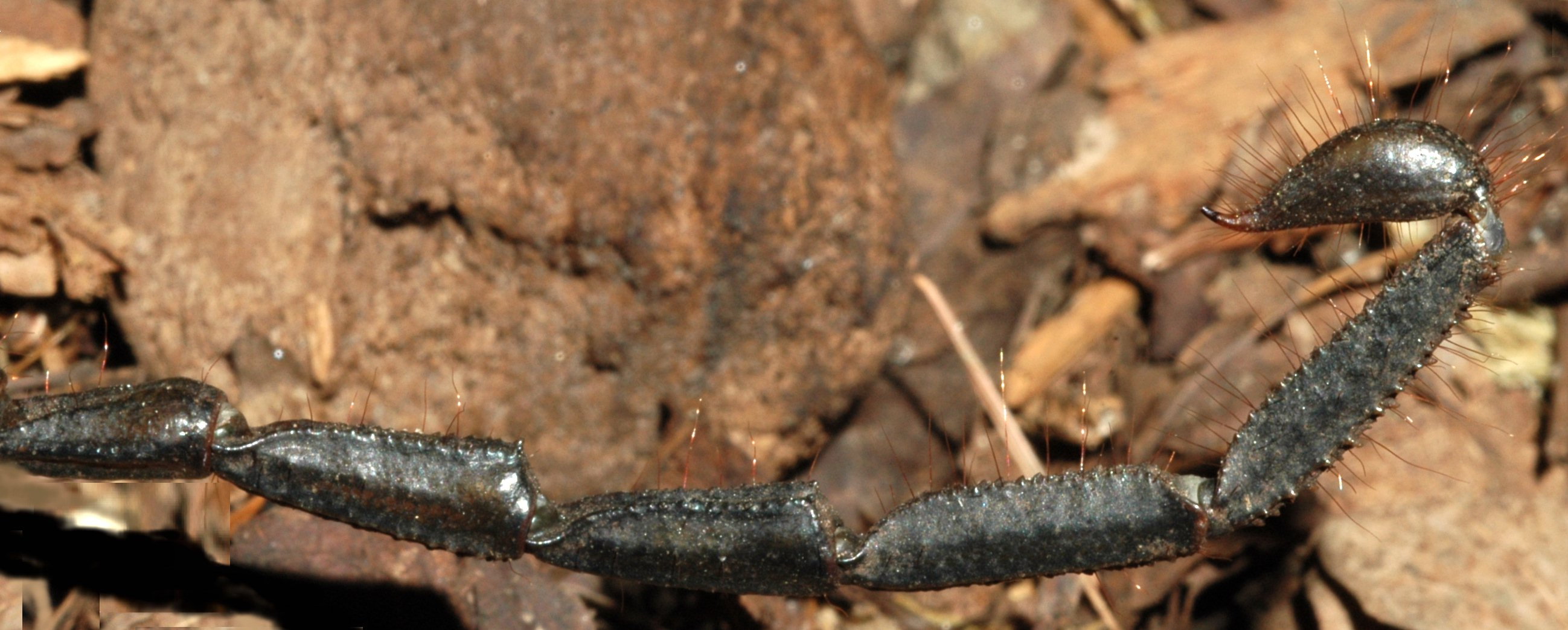
détails de la queue (femelle)

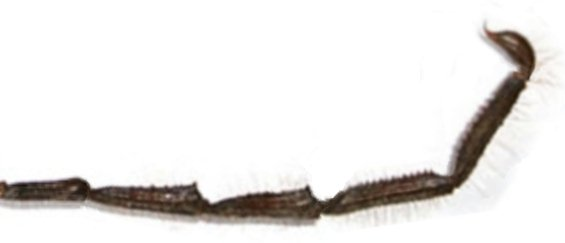
détails de la queue (mâle)

Hadogenes paucidens est un scorpion plutôt sociable selon les conditions.
Le dimorphisme sexuel est évident, la queue du mâle présente des segments beaucoup plus longs que chez la femelle, de même qu'un corps plus mince.
Cette espèce peut donner naissance à une trentaine de petits.

## Publication originale
- Pocock, 1896 : Notes on some Ethiopian species of Ischnurinae contained in the collection of the British Museum. Annals and Magazine of Natural History, sér. 6, vol. 17, p. 312-318 (texte intégral).